# Lodner
Lodner (wł. Cima Fiammante) – szczyt w Alpach Ötztalskich, części Centralnych Alp Wschodnich. Leży wt Włoszech w Tyrolu Południowym. Od północnego zachodu szczyt pokrywa lodowiec Lodnerferner, a od północnego wschodu Adelsferner.
Szczyt można zdobyć drogami ze schroniska Lodnerhütte (2670 m). Pierwszego wejścia dokonali Victor Hecht i Johann Pinggera 23 lipca 1872 r.